# Alleanza delle Civiltà

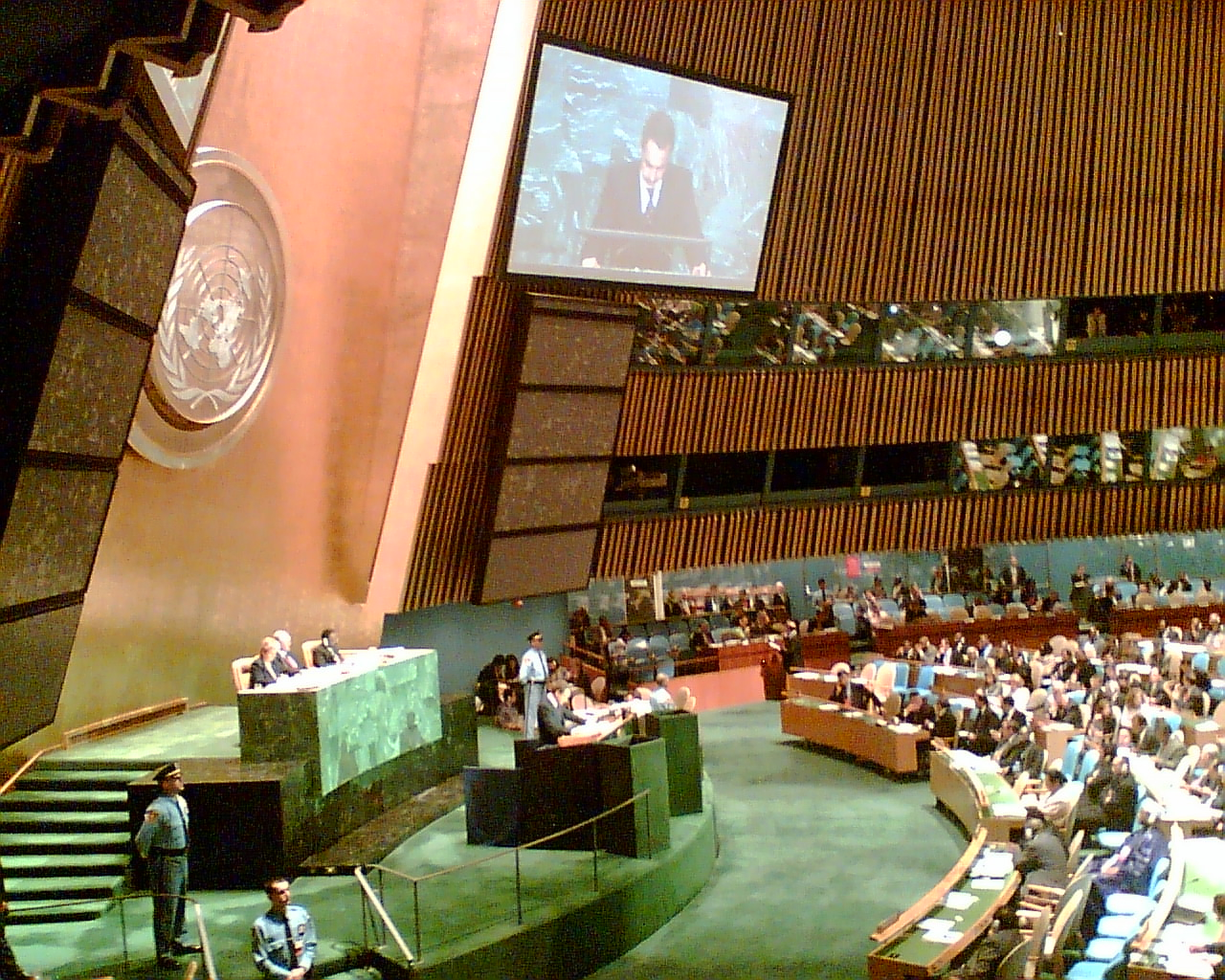
José Luis Rodríguez Zapatero all'Assemblea generale delle Nazioni Unite

Alleanza delle Civiltà (United Nations' Alliance of Civilizations), è un'iniziativa proposta dal Primo Ministro spagnolo, José Luis Rodríguez Zapatero, alla 59ª assemblea generale dell'ONU del 2005. È stata co-sponsorizzata dal Primo Ministro turco, Recep Tayyip Erdoğan. 

## Obiettivi
L'iniziativa si oppone all'estremismo attraverso il dialogo  e la cooperazione internazionale, interculturale e interreligiosa, in particolare per le tensioni tra occidente e mondo islamico. La guida un "Alto Rappresentante per l'Alleanza delle Civilizzazioni", titolo assegnato, nell'aprile del 2007, dal segretario generale dell'ONU Ban Ki-moon, all'ex Presidente del Portogallo Jorge Sampaio. 
Dal settembre 2012 l'Alto Rappresentante è Nassir Al-Nasser.